# Conus catenatus
Conus catenatus é uma espécie de gastrópode do gênero Conus, pertencente à família Conidae.